# Noccaea praecox
L'erba storna montanina (Noccaea praecox (Wulfen) F.K.Mey., 1973) è un'esile e piccola pianta erbacea, appartenente alla famiglia delle Brassicacee.

## Etimologia
L'epiteto specifico (praecox) probabilmente fa riferimento alla sua precoce fioritura.
In lingua tedesca questa pianta si chiama Frühblühendes Täschelkraut; in francese si chiama Tabouret précoce.

## Descrizione

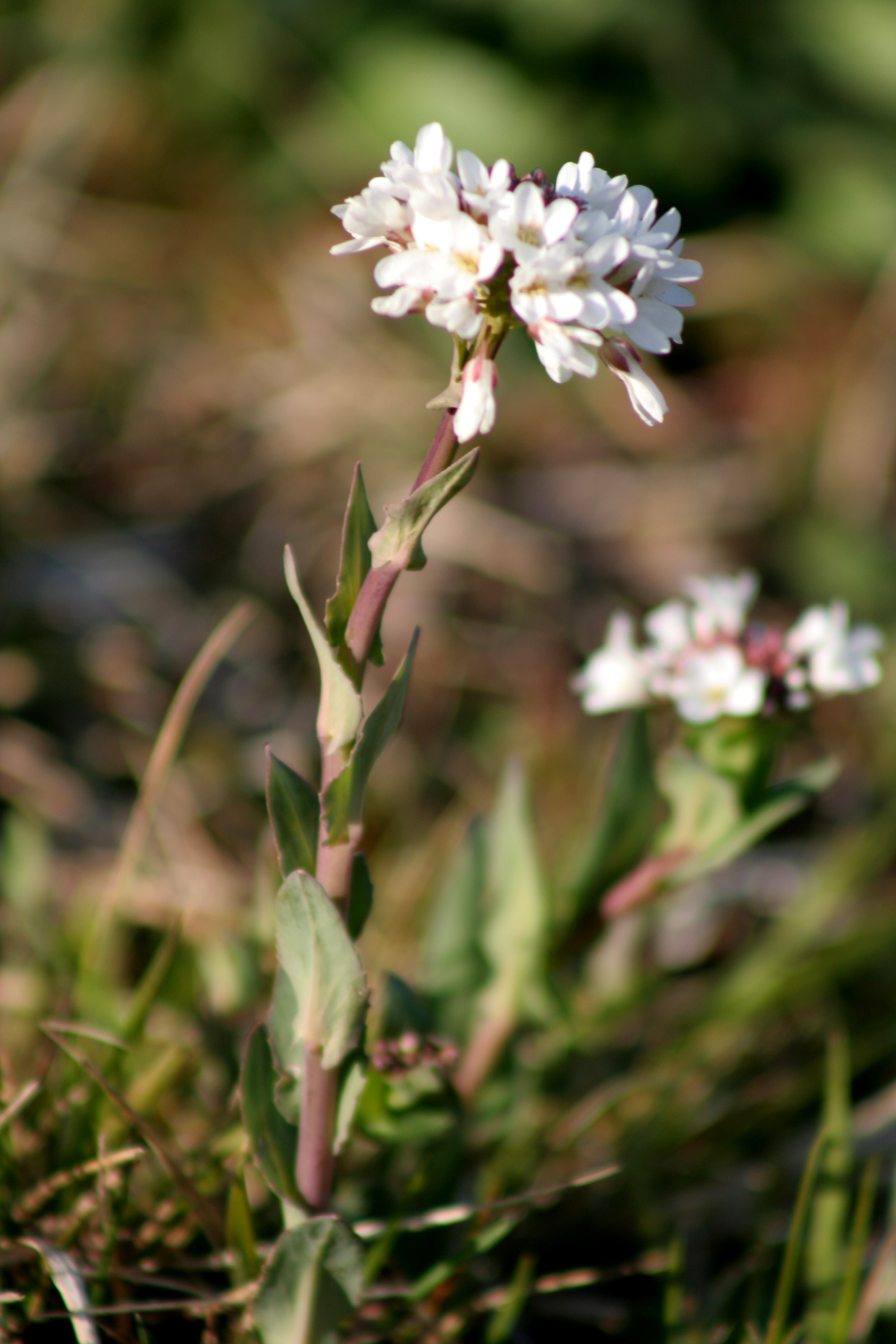
Il portamento
Località: Pellegai, Mel (BL), 503 m s.l.m. - 29/03/2008

La pianta di questa scheda ha un ciclo biologico perenne, è glabra e di colore glauco. L'altezza media della pianta è di 6 – 15 cm (altezza massimo 30 cm). La forma biologica è emicriptofita scaposa (H scap), ossia sono piante erbacee con gemme svernanti al livello del suolo e protette dalla lettiera o dalla neve; sono inoltre dotate di un asse fiorale eretto e spesso privo di foglie. 

### Radici
La radice consiste in un rizoma breve e obliquo.

### Fusto
Ogni rosetta basale di foglie produce diversi fusti. Questi sono eretti, rossicci, glabri e fogliosi.

### Foglie

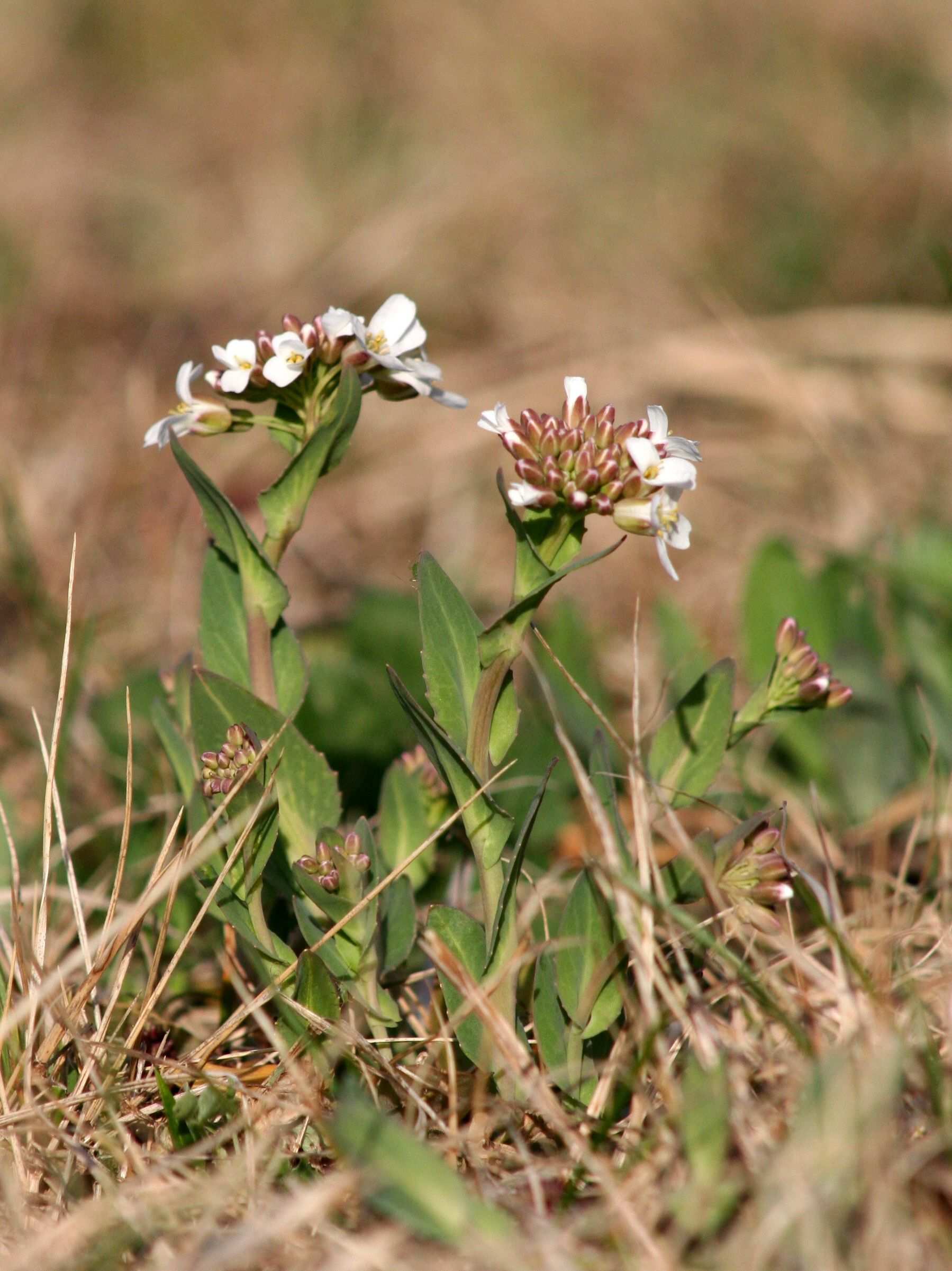
Le foglie
Località: Pellegai, Mel (BL), 503 m s.l.m. - 10/03/2007

Le foglie lungo il fusto sono disposte in modo alterno e sono sagittate-amplessicauli, mentre quelle basali sono disposte a rosetta.
- Foglie basali: la forma delle foglie della rosetta basale è lanceolata (lievemente spatolata: la massima larghezza della lamina si presenta verso la metà apicale). Dimensione: larghezza 13 mm; lunghezza 15 mm. Sono dentellate ai bordi e la pagina inferiore a volte può essere rossiccia.
- Foglie cauline: le foglie lungo il fusto sono disposte in modo alterno e sono sagittate-amplessicauli. La forma è più o meno lanceolata, sono dentellate solamente nella metà inferiore e alla base possiedono due orecchiette lineari. Il numero delle foglie per fusto oscilla tra 6 e 12. Sono inoltre molto ravvicinate al fusto stesso per cui facilmente lo ricoprono fin quasi all'infiorescenza. Dimensione delle foglie inferiori: larghezza 4 mm; lunghezza 15 mm.

### Infiorescenza

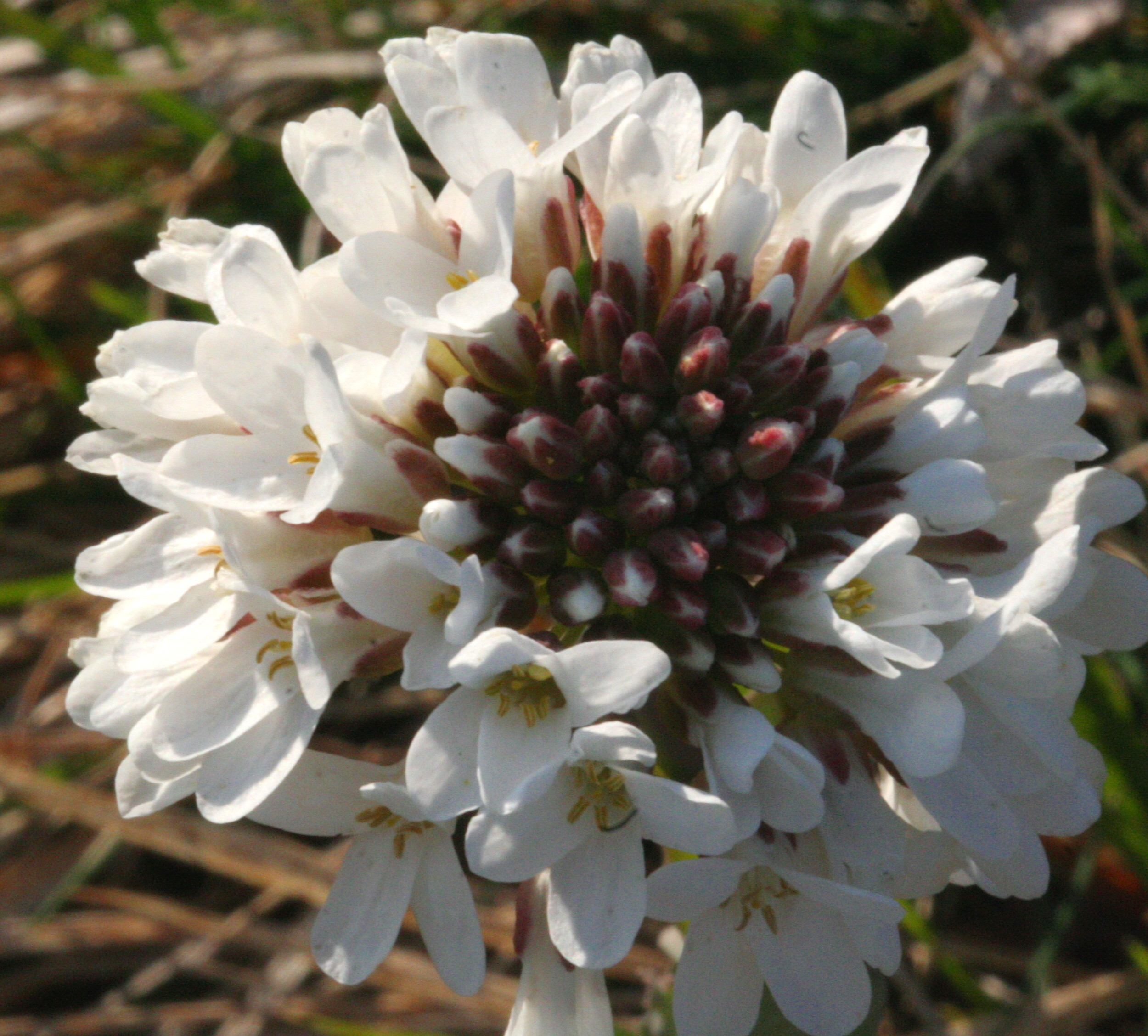
Infiorescenza
Località: Pellegai, Mel (BL), 503 m s.l.m. - 29/03/2008

L'infiorescenza, priva di brattee ma anche di foglie normali, è un racemo terminale di tipo ombrelliforme con piccoli fiori bianchi. Dopo l'antesi l'infiorescenza si sviluppa in lunghezza (fino a 10 – 20 cm). In questa infiorescenza non esiste un fiore apicale. I peduncoli dei fiori sono eretti. Lunghezza dei peduncoli 7 – 8 mm. 

### Fiore

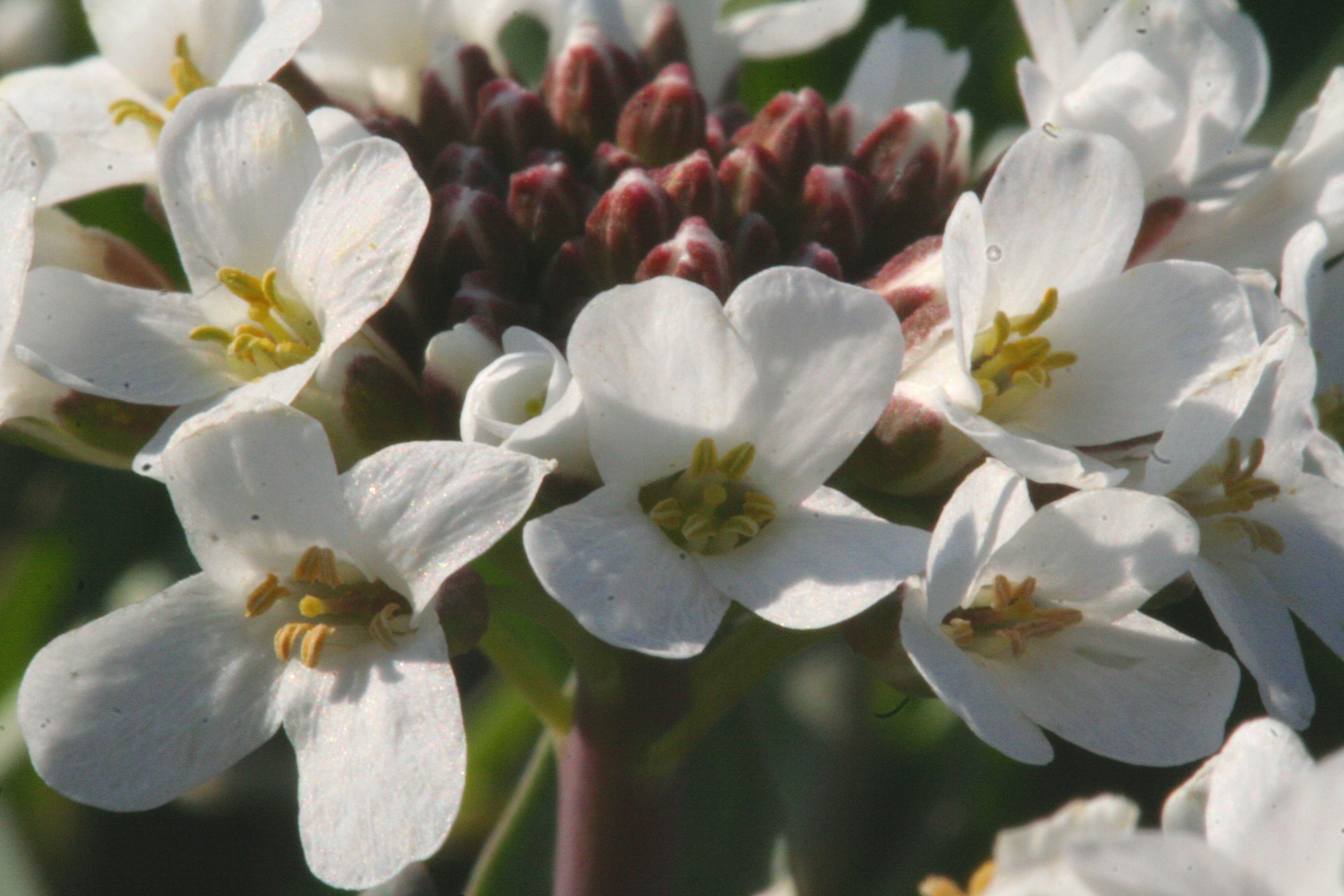
Il fiore
Località: Pellegai, Mel (BL), 503 m s.l.m. - 29/03/2008

I fiori sono ermafroditi, attinomorfi (in realtà sono fiori dissimmetrici – a due piani di simmetria) e tetrameri (calice e corolla composti da 4 parti). Diametro del fiore 4 – 5 mm (massimo 10 mm).
- Formula fiorale:

* K 2+2, C 4, A 2+4, G 2 (supero)
- Calice: il calice è formato da quattro sepali, eretti e a due a due ravvicinati ma divisi (dialipetali). I sepali non sono persistenti. Il colore del calice è bruno-rossastro (ma a volte anche verdastro). Lunghezza dei sepali : 2 – 3 mm.
- Corolla: la corolla è composta da quattro petali di colore bianco (raramente roseo), alternati ai sepali, disposti in croce e tutti uguali fra di loro; la forma dei petali è strettamente spatolata e oblunga. Dimensione dei petali: larghezza (all'apice) 1 – 2 mm; lunghezza 4,5 – 5 mm.
- Androceo: gli stami sono sei (2 corti più esterni e quattro lunghi più interni) liberi senza appendici; sono inoltre privi di denti e non sono appiattiti. Le antere hanno una forma ovato-cordata e alla sommità sono apicolate (terminati con una punta più o meno robusta). Il colore delle antere è giallastro.
- Gineceo: l'ovario è supero a forma ellittica e bi-loculare; per ogni loggia ci sono molti ovuli in posizione pendula. Lo stilo è mediamente lungo mentre lo stimma è a capocchia sub-bilobata.
- Fioritura: da aprile a giugno.
- Impollinazione: l'impollinazione è entomogama (è possibile anche una autogamia tramite gli stami più corti).

### Frutti
Il frutto consiste in una siliquetta deiscente non articolata (suddivisa in segmenti) ma alata e con lo stilo persistente disposto in posizione apicale al frutto, peduncolata e glabra. Rispetto al fusto è in posizione patente e sporge in fuori. La forma è discoide appiattita (obcordata, divisa in due porzioni o logge; queste orecchiette sono più brevi dello stilo. I semi (non alati ma rugosi) sono fissati lateralmente e sono da 2 a 4 per ogni loggia. Larghezza delle ali : 1 – 2 mm. Il frutto è circa 1,5 volte più lungo che largo. Dimensione delle siliquette: larghezza 3 – 4 mm; lunghezza 6 – 9 mm. Lunghezza dello stilo persistente 2 – 3 mm.

## Distribuzione e habitat
- Geoelemento: il tipo corologico (area di origine) è Orofita – Sud Est Europeo.
- Distribuzione: è considerata una pianta rara con una distribuzione discontinua (è comunque presente sull'arco alpino e sull'Appennini centrali e meridionali). In particolare sull'arco alpino è presente nelle seguenti province: CN TO AO CO BG BS TN BL UD (oltre che nella Carinzia). Mentre al di fuori dell'Italia è presente sui seguenti rilievi europei: Carpazi, Alpi Dinariche e Monti Balcani.
- Habitat: l'habitat tipico di questa specie sono i pascoli aridi collinari e montani. Il substrato preferito è calcareo con pH basico e bassi valori nutrizionali del terreno che deve essere secco.
- Distribuzione altitudinale: sui rilievi queste piante si possono trovare dai 100 fino ai 1200 m s.l.m.; frequentano quindi i seguenti piani vegetazionali: collinare e montano.

## Fitosociologia
Dal punto di vista fitosociologico la specie di questa scheda appartiene alla seguente comunità vegetale:
Formazione : delle comunità a emicriptofite e camefite delle praterie rase magre secche.
Classe : Festuco-Brometea

## Galleria d'immagini

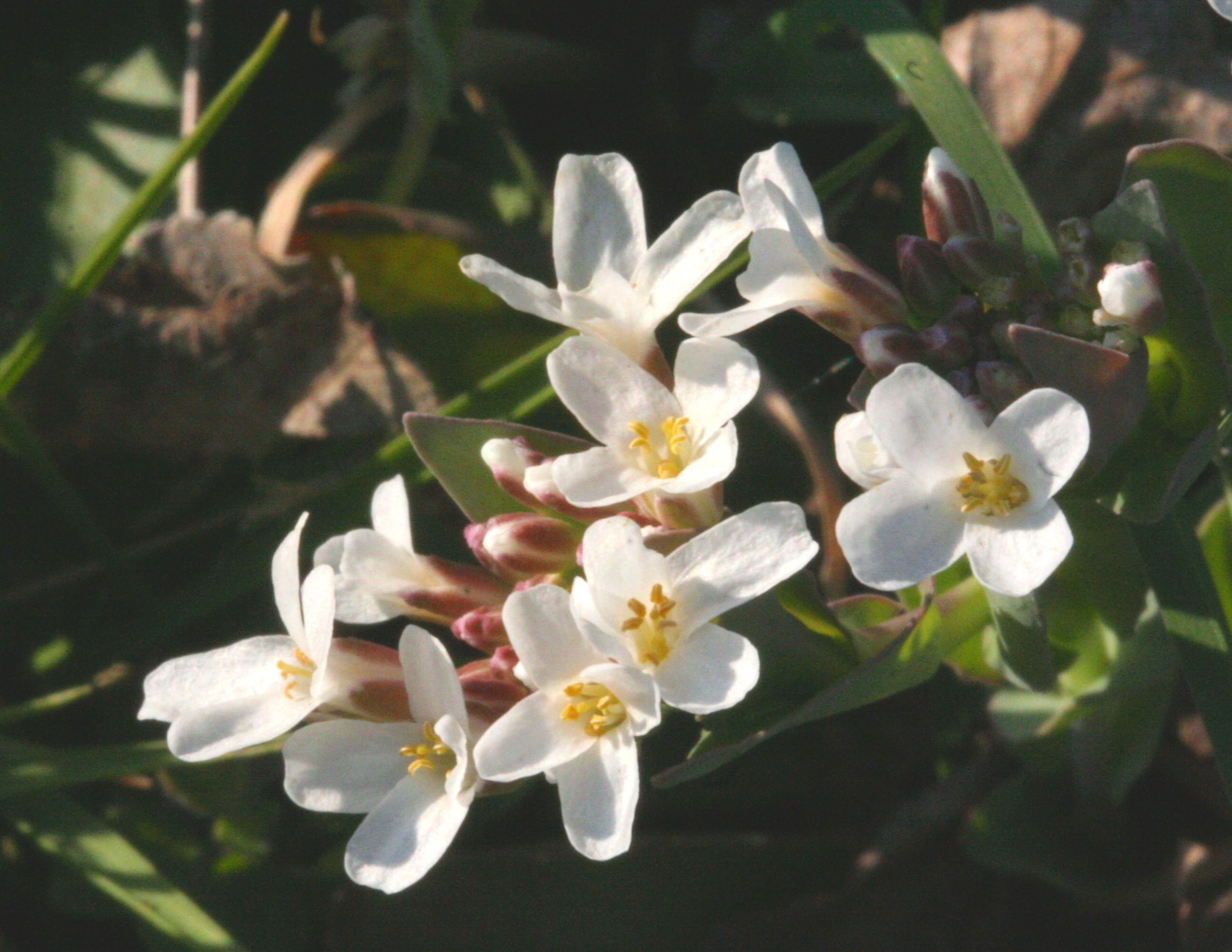
Località: Pellegai, Mel (BL), 503 m s.l.m. - 29/03/2008
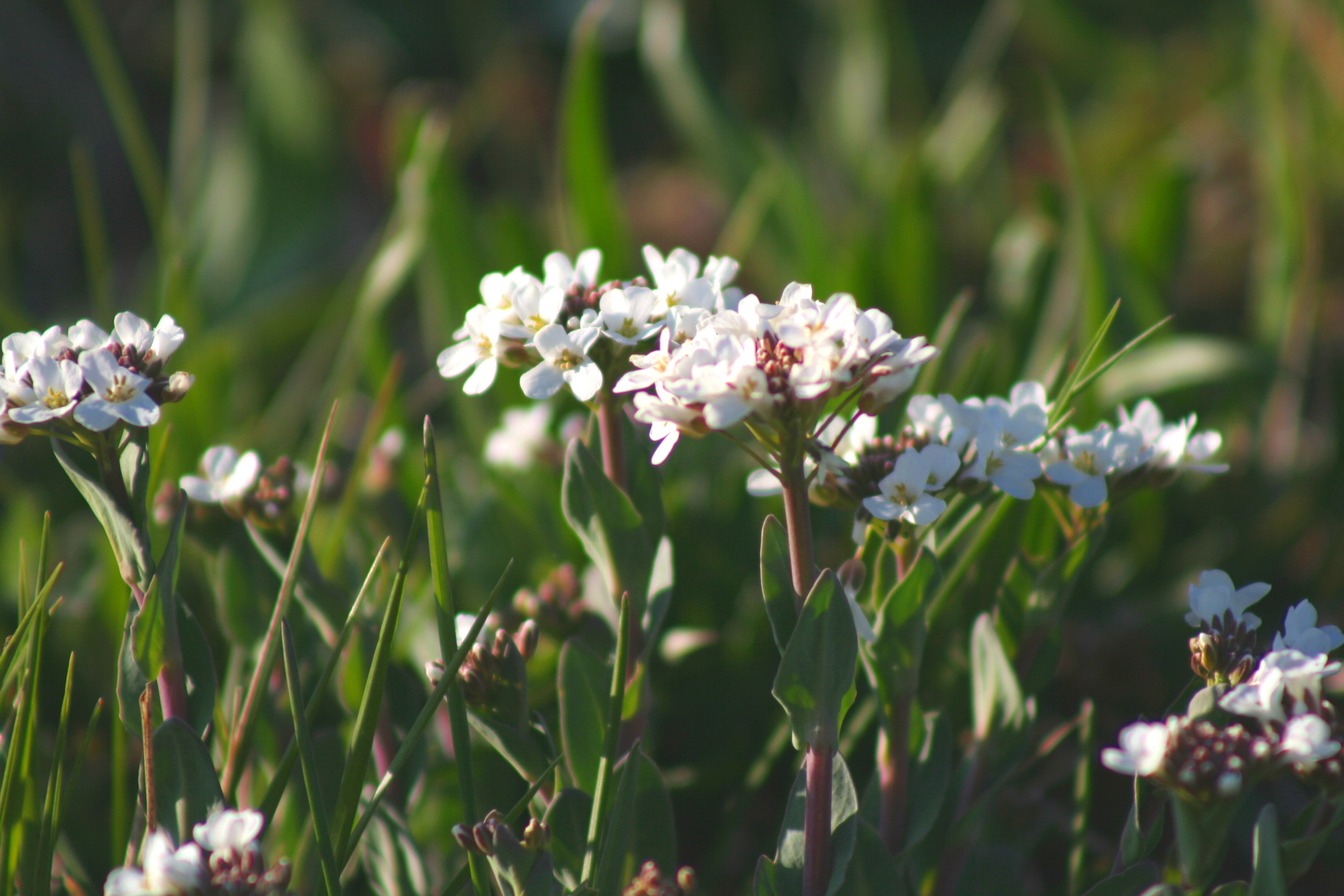
Località: Pellegai, Mel (BL), 503 m s.l.m. - 29/03/2008
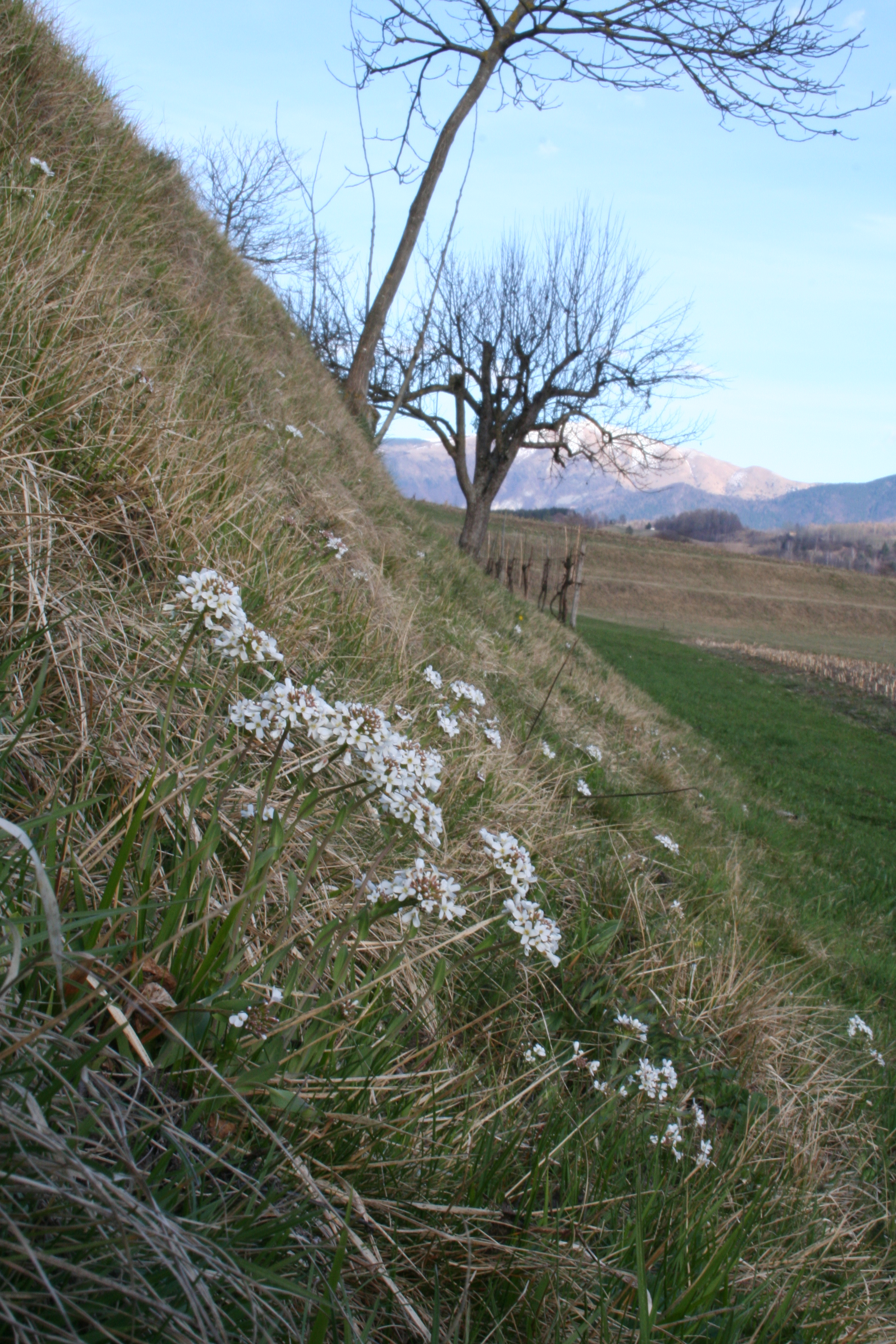
Località: Pellegai, Mel (BL), 503 m s.l.m. - 10/03/2007
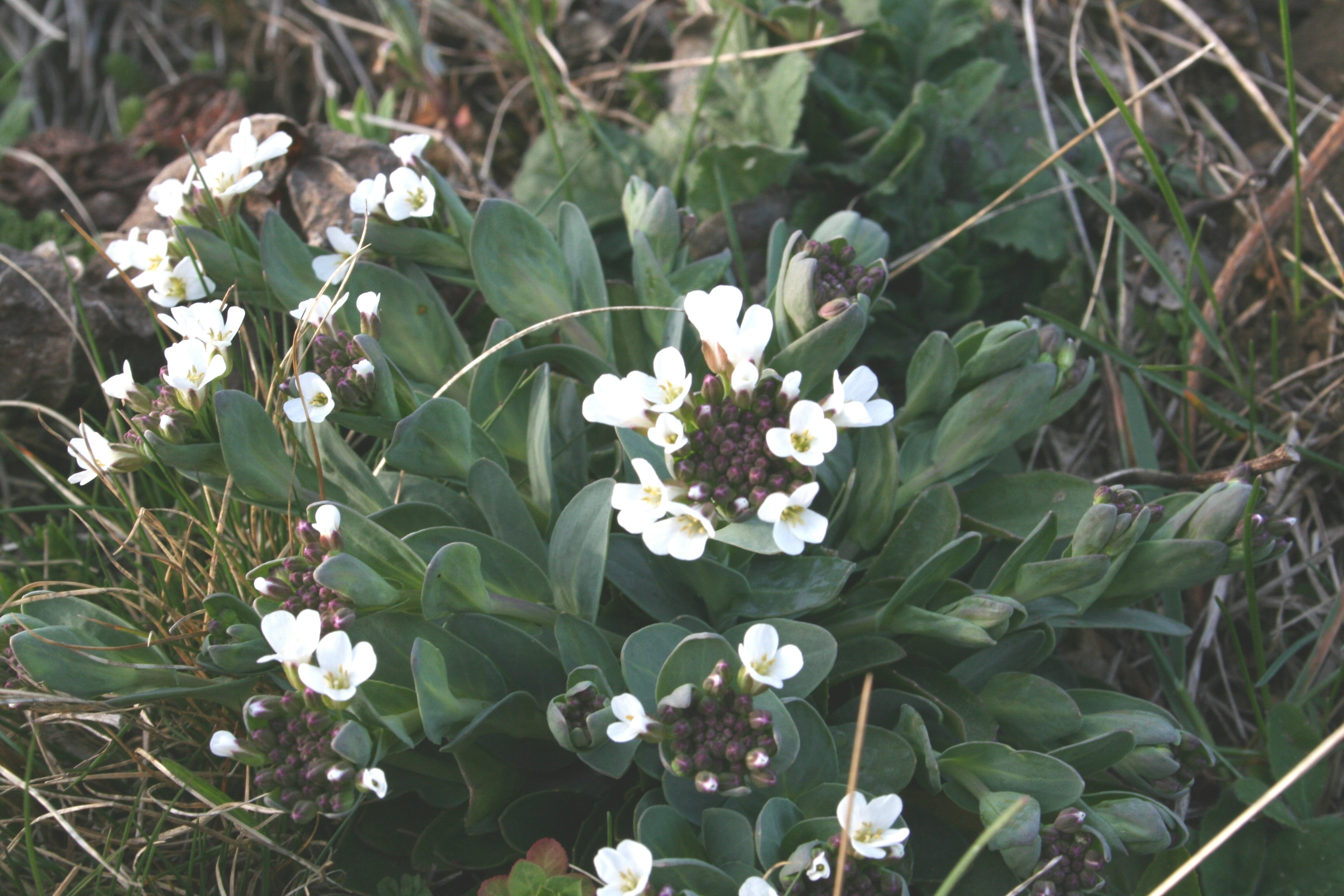
Località: Pellegai, Mel (BL), 503 m s.l.m. - 10/03/2007